# Сисей, Ассан
Ассан Торрес Сисей (англ. Assan Torrez Ceesay, 17 марта 1994 года, Банжул) — гамбийский футболист, нападающий клуба «Дамак» и сборной Гамбии.

## Клубная карьера
Начинал свою карьеру на родине, а затем он переехал в соседний Сенегал. В 2016 году Сисей оказался в Европе, где он оказался в составе «Лугано». Через два года гамбиец заключил контракт с более известным альпийским клубом «Цюрих». В сезоне 2019/20 его Сисея отдали в аренду в коллектив Второй немецкой Бундеслиги «Оснабрюк».

## Карьера в сборной
За сборную своей страны Ассан Сисей дебютировал 6 сентября 2013 года в матче против Танзании (2:0) в рамках отборочного этапа Чемпионата мира по футболу 2014 года в Бразилии. С тех пор форвард стал регулярно призываться под знамёна национальной команды, за которую он забил шесть мячей.

## Достижения
- Обладатель Кубка Гамбии (3): 2011, 2012, 2013
- Обладатель Кубка Сенегала: 2016